# Kasseler Sport-Verein Hessen Kassel 2012-2013
Questa voce raccoglie le informazioni riguardanti il Kasseler Sport-Verein Hessen Kassel nelle competizioni ufficiali della stagione 2012-2013.

## Stagione
Nella stagione 2012-2013 l'Hessen Kassel, allenato da Uwe Wolf, concluse il campionato di Regionalliga sudovest al 1º posto. Negli spareggi promozione l'Hessen Kassel fu eliminato nella fase a gironi.

## Rosa
| N. |                       | Ruolo | Calciatore          |
| -- | --------------------- | ----- | ------------------- |
| 1  | Germania (bandiera)   | P     | Carsten Nulle       |
| 2  | Germania (bandiera)   | D     | Sebastian Gundelach |
| 3  | Germania (bandiera)   | D     | Steffen Dieck       |
| 4  | Germania (bandiera)   | D     | Matthias Rahn       |
| 5  | Germania (bandiera)   | D     | Stefan Müller       |
| 6  | Germania (bandiera)   | C     | Tobias Becker       |
| 7  | Germania (bandiera)   | A     | Sebastian Schmeer   |
| 8  | Germania (bandiera)   | C     | Enrico Gaede        |
| 9  | Germania (bandiera)   | C     | Andreas Mayer       |
| 11 | Germania (bandiera)   | A     | Ingmar Merle        |
| 12 | Germania (bandiera)   | P     | Tobias Schlöffel    |
| 13 | Portogallo (bandiera) | C     | Ricky Pinheiro      |
| 14 | Germania (bandiera)   | C     | David Senghore      |
| 16 | Germania (bandiera)   | C     | Benjamin Trümner    |
| 17 | Germania (bandiera)   | D     | Nico Hammann        |

| N. |                        | Ruolo | Calciatore          |
| -- | ---------------------- | ----- | ------------------- |
| 18 | Germania (bandiera)    | C     | Okan Gül            |
| 19 | Germania (bandiera)    | C     | Gianluca Maresca    |
| 20 | Germania (bandiera)    | C     | Gabriel Gallus      |
| 21 | Germania (bandiera)    | C     | Jonas Marz          |
| 22 | Germania (bandiera)    | A     | Tobias Damm         |
| 23 | Germania (bandiera)    | P     | Sven Hoffmeister    |
| 24 | Germania (bandiera)    | C     | Moritz Meuser       |
| 25 | Germania (bandiera)    | C     | Marco Dawid         |
| 26 | Germania (bandiera)    | A     | Christian Henel     |
| 27 | Germania (bandiera)    | D     | Viktor Riske        |
| 28 | Stati Uniti (bandiera) | D     | Sacir Hot           |
| 33 | Germania (bandiera)    | D     | Justin Schumann     |
| 35 | Germania (bandiera)    | C     | Jannik Weingarten   |
|    | Grecia (bandiera)      | C     | Konstantinos Drizis |

## Organigramma societario
Area tecnica
- Allenatore: Uwe Wolf
- Allenatore in seconda: Dominik Suslik
- Preparatore dei portieri: Sven Hoffmeister
- Preparatori atletici:
- Analisi video:

## Calciomercato

### Sessione estiva
| Acquisti | Acquisti          | Acquisti             | Acquisti |
| R.       | Nome              | da                   | Modalità |
| -------- | ----------------- | -------------------- | -------- |
| C        | Tobias Becker     | Magdeburgo           |          |
| D        | Steffen Dieck     | Wolfsburg U19        |          |
| C        | Gabriel Gallus    | Friburgo II          |          |
| D        | Nico Hammann      | Arminia Bielefeld    |          |
| A        | Ingmar Merle      | 1. FC Schwalmstadt   |          |
| D        | Stefan Müller     | Karlsruhe            |          |
| C        | Ricky Pinheiro    | Borussia Neunkirchen |          |
| D        | Matthias Rahn     | Rot-Weiß Erfurt      |          |
| P        | Tobias Schlöffel  | Paderborn II         |          |
| A        | Sebastian Schmeer | Baunatal             |          |
| C        | David Senghore    | Hessen Kassel II     |          |

| Cessioni | Cessioni           | Cessioni              | Cessioni |
| R.       | Nome               | a                     | Modalità |
| -------- | ------------------ | --------------------- | -------- |
| C        | Caner Metin        | Forbach               |          |
| P        | Pascal Formann     | Charlton U23          |          |
| D        | Bernd Gerdes       | Cloppenburg           |          |
| D        | Tim Knipping       | Saarbrücken           |          |
| A        | Christopher Nguyen | Eschborn              |          |
| A        | Manuel Pforr       | Baunatal              |          |
| D        | Steven Preuss      | 1. FC Schwalmstadt    |          |
| C        | Dennis Wehrendt    | Eintracht Norderstedt |          |
| D        | Patrick Wolf       | Hansa Rostock         |          |

## Risultati

### Regionalliga

#### Girone di andata
| 4 agosto 2012 1ª giornata |  | – turno di riposo |  |  |

| Arbitro: | Kempkes |

|                              |           |            |
| Schmeer 29’, 59’ Hammann 34’ | Marcatori | 90’ Wassey |

| Coblenza 15 agosto 2012, ore 19:00 CEST 3ª giornata | Coblenza | 0 – 0 referto | Hessen Kassel | Stadion Oberwerth (2 310 spett.)\| Arbitro: \| Bartsch \| |
| Arbitro:                                            | Bartsch  |               |               |                                                           |

| Arbitro: | Bischof |

|                  |           |  |
| Mayer 90’ (rig.) | Marcatori |  |

| Arbitro: | Wingenbach |

|           |           |              |
| Mayer 51’ | Marcatori | 33’ Krasniqi |

| Arbitro: | Endriß |

|           |           |                     |
| Topic 83’ | Marcatori | 8’ Gallus 78’ Merle |

| Arbitro: | Petersen |

|                 |           |  |
| Müller 53’, 68’ | Marcatori |  |

| Arbitro: | Fritsch |

|  |           |             |
|  | Marcatori | 32’ Hammann |

| Kassel 14 settembre 2012, ore 19:00 CEST 9ª giornata | Hessen Kassel | 0 – 0 referto | Ulma | Auestadion (5 000 spett.)\| Arbitro: \| Gasteier \| |
| Arbitro:                                             | Gasteier      |               |      |                                                     |

| Arbitro: | Blos |

|                                                |           |           |
| Ludwig 44’ (rig.) Gregoritsch 57’ Thomalla 82’ | Marcatori | 86’ Mayer |

| Arbitro: | Kircher |

|                    |           |                        |
| Battaglia 21’, 87’ | Marcatori | 35’ Merle 63’ Pinheiro |

| Arbitro: | Göpferich |

|  |           |                    |
|  | Marcatori | 69’, 71’ Pagenburg |

| Arbitro: | Bartsch |

|                         |           |                                  |
| Gundelach 65’ Gaede 79’ | Marcatori | 7’ Klein 40’ Bouziane 90’ Bickel |

| Arbitro: | Meisberger |

|                                              |           |                                          |
| Parker 10’, 69’ Daghfous 67’ (rig.) Bell 74’ | Marcatori | 45’ Rahn 49’ Gaede 73’ Damm 82’ Pinheiro |

| Arbitro: | Schütz |

|                      |           |  |
| Müller 12’ Henel 45’ | Marcatori |  |

| Arbitro: | Steinberg |

|             |           |                                       |
| Mehring 37’ | Marcatori | 15’ Gundelach 31’ Pinheiro 73’ Gallus |

| Arbitro: | Kunzmann |

|                        |           |            |
| Henel 20’ Pinheiro 72’ | Marcatori | 90’ Yilmaz |

| Worms 18 novembre 2012, ore 14:00 CET 18ª giornata | Wormatia Worms | 0 – 0 referto | Hessen Kassel | EWR-Arena (1 380 spett.)\| Arbitro: \| Zorn \| |
| Arbitro:                                           | Zorn           |               |               |                                                |

| Arbitro: | Reichel |

|                            |           |  |
| Pinheiro 49’, 87’ Damm 89’ | Marcatori |  |

#### Girone di ritorno
| Arbitro: | Kempkes |

|                 |           |                    |
| Hess 26’ (rig.) | Marcatori | 63’ Damm 81’ Merle |

| 6 marzo 2013 21ª giornata |  | – turno di riposo |  |  |

| Arbitro: | Schlager |

|           |           |                                   |
| Henel 30’ | Marcatori | 9’ Ferfelīs 73’ Džaka 81’ Gentner |

| Arbitro: | Göpferich |

|  |           |           |
|  | Marcatori | 50’ Gaede |

| Arbitro: | Münch |

|  |           |              |
|  | Marcatori | 49’ Pinheiro |

| Arbitro: | Kunzmann |

|                              |           |          |
| Marz 7’ Becker 57’ Henel 62’ | Marcatori | 77’ Kolb |

| Kaiserslautern 18 marzo 2013, ore 19:00 CET 26ª giornata | Kaiserslautern II | 0 – 0 referto | Hessen Kassel | Fritz-Walter-Stadion (380 spett.)\| Arbitro: \| Gasteier \| |
| Arbitro:                                                 | Gasteier          |               |               |                                                             |

| Arbitro: | Gittelmann |

|  |           |                                    |
|  | Marcatori | 19’ Ismaili 59’ Szimayer 63’ Grupp |

| Arbitro: | Gerach |

|  |           |                                  |
|  | Marcatori | 9’ Schmeer 84’ Pinheiro 87’ Marz |

| Arbitro: | Petersen |

|                  |           |  |
| Schmeer 64’, 80’ | Marcatori |  |

| Arbitro: | Braun |

|                 |           |  |
| Quotschalla 47’ | Marcatori |  |

| Arbitro: | Schmitt |

|                      |           |                    |
| Gallus 2’ Schmeer 6’ | Marcatori | 29’ (rig.) Saccone |

| Arbitro: | Fritsch |

|  |           |            |
|  | Marcatori | 14’ Gallus |

| Arbitro: | Beck |

|           |           |           |
| Henel 56’ | Marcatori | 90’ Röser |

| Arbitro: | Zorn |

|               |           |           |
| Gerlinger 77’ | Marcatori | 68’ Dieck |

| Arbitro: | Kempkes |

|              |           |  |
| Pinheiro 40’ | Marcatori |  |

| Arbitro: | Endriß |

|                           |           |                      |
| Oesterhelweg 55’ Wölk 83’ | Marcatori | 34’ Henel 78’ Gallus |

| Arbitro: | Bischof |

|                          |           |                         |
| Dieck 16’, 47’ Henel 66’ | Marcatori | 35’ Bektashi 89’ Himmel |

| Arbitro: | Meisberger |

|            |           |                                 |
| Stumpf 85’ | Marcatori | 9’ Gaede 17’ Gallus 65’ Schmeer |

### Spareggi promozione
| Arbitro: | Kempter |

|                       |           |  |
| Sykora 30’ Wetter 51’ | Marcatori |  |

| Arbitro: | Wingenbach |

|            |           |                       |
| Müller 45’ | Marcatori | 20’ Heider 60’ Gebers |

## Statistiche

### Statistiche di squadra
| Competizione          | Punti | In casa | In casa | In casa | In casa | In casa | In casa | In trasferta | In trasferta | In trasferta | In trasferta | In trasferta | In trasferta | Totale | Totale | Totale | Totale | Totale | Totale | DR  |
| Competizione          | Punti | G       | V       | N       | P       | Gf      | Gs      | G            | V            | N            | P            | Gf           | Gs           | G      | V      | N      | P      | Gf     | Gs     | DR  |
| --------------------- | ----- | ------- | ------- | ------- | ------- | ------- | ------- | ------------ | ------------ | ------------ | ------------ | ------------ | ------------ | ------ | ------ | ------ | ------ | ------ | ------ | --- |
| Regionalliga sudovest | 70    | 18      | 11      | 3       | 4       | 29      | 19      | 18           | 9            | 7            | 2            | 27           | 17           | 36     | 20     | 10     | 6      | 56     | 36     | +20 |
| Spareggi promozione   | -     | 1       | 0       | 0       | 1       | 1       | 2       | 1            | 0            | 0            | 1            | 0            | 2            | 2      | 0      | 0      | 2      | 1      | 4      | -3  |
| Totale                | 70    | 19      | 11      | 3       | 5       | 30      | 21      | 19           | 9            | 7            | 3            | 27           | 19           | 38     | 20     | 10     | 8      | 57     | 40     | +17 |

### Andamento in campionato
| Giornata  | 1  | 2 | 3 | 4 | 5 | 6 | 7 | 8 | 9 | 10 | 11 | 12 | 13 | 14 | 15 | 16 | 17 | 18 | 19 | 20 | 21 | 22 | 23 | 24 | 25 | 26 | 27 | 28 | 29 | 30 | 31 | 32 | 33 | 34 | 35 | 36 | 37 | 38 |
| --------- | -- | - | - | - | - | - | - | - | - | -- | -- | -- | -- | -- | -- | -- | -- | -- | -- | -- | -- | -- | -- | -- | -- | -- | -- | -- | -- | -- | -- | -- | -- | -- | -- | -- | -- | -- |
| Luogo     |    | C | T | C | C | T | C | T | C | T  | T  | C  | C  | T  | C  | T  | C  | T  | C  | T  |    | C  | T  | T  | C  | T  | C  | T  | C  | T  | C  | T  | C  | T  | C  | T  | C  | T  |
| Risultato |    | V | N | V | N | V | V | V | N | P  | N  | P  | P  | N  | V  | V  | V  | N  | V  | V  |    | P  | V  | V  | V  | N  | P  | V  | V  | P  | V  | V  | N  | N  | V  | N  | V  | V  |
| Posizione | 12 | 6 | 6 | 4 | 8 | 5 | 3 | 2 | 2 | 2  | 4  | 4  | 7  | 8  | 4  | 4  | 4  | 4  | 3  | 2  | 3  | 4  | 2  | 2  | 2  | 2  | 2  | 2  | 2  | 2  | 2  | 1  | 1  | 1  | 1  | 1  | 1  | 1  |

Legenda:

Luogo: C = Casa; T = Trasferta. Risultato: V = Vittoria; N = Pareggio; P = Sconfitta.

### Statistiche dei giocatori
| Giocatore      | Spareggi promozione | Spareggi promozione | Spareggi promozione | Spareggi promozione | Regionalliga sudovest | Regionalliga sudovest | Regionalliga sudovest | Regionalliga sudovest | Totale   | Totale | Totale      | Totale     |
| Giocatore      | Presenze            | Reti                | Ammonizioni         | Espulsioni          | Presenze              | Reti                  | Ammonizioni           | Espulsioni            | Presenze | Reti   | Ammonizioni | Espulsioni |
| -------------- | ------------------- | ------------------- | ------------------- | ------------------- | --------------------- | --------------------- | --------------------- | --------------------- | -------- | ------ | ----------- | ---------- |
| T. Becker      | 2                   | 0                   | 0                   | 0                   | 33                    | 1                     | 7                     | 0                     | 35       | 1      | 7           | 0          |
| T. Damm        | 0                   | 0                   | 0                   | 0                   | 19                    | 3                     | 2                     | 0                     | 19       | 3      | 2           | 0          |
| M. Dawid       | 1                   | 0                   | 0                   | 0                   | 9                     | 0                     | 0                     | 0                     | 10       | 0      | 0           | 0          |
| S. Dieck       | 1                   | 0                   | 0                   | 0                   | 14                    | 3                     | 0                     | 0                     | 15       | 3      | 0           | 0          |
| K. Drizis      | 0                   | 0                   | 0                   | 0                   | 0                     | 0                     | 0                     | 0                     | 0        | 0      | 0           | 0          |
| E. Gaede       | 2                   | 0                   | 0                   | 0                   | 27                    | 4                     | 3                     | 0                     | 29       | 4      | 3           | 0          |
| G. Gallus      | 2                   | 0                   | 0                   | 0                   | 32                    | 6                     | 6                     | 0                     | 34       | 6      | 6           | 0          |
| S. Gundelach   | 1                   | 0                   | 0                   | 0                   | 12                    | 2                     | 1                     | 0                     | 13       | 2      | 1           | 0          |
| O. Gül         | 0                   | 0                   | 0                   | 0                   | 0                     | 0                     | 0                     | 0                     | 0        | 0      | 0           | 0          |
| N. Hammann     | 2                   | 0                   | 0                   | 0                   | 36                    | 2                     | 3                     | 0                     | 38       | 2      | 3           | 0          |
| C. Henel       | 1                   | 0                   | 0                   | 0                   | 26                    | 7                     | 9                     | 0                     | 27       | 7      | 9           | 0          |
| S. Hoffmeister | 0                   | 0                   | 0                   | 0                   | 0                     | 0                     | 0                     | 0                     | 0        | 0      | 0           | 0          |
| S. Hot         | 0                   | 0                   | 0                   | 0                   | 1                     | 0                     | 0                     | 0                     | 1        | 0      | 0           | 0          |
| G. Maresca     | 0                   | 0                   | 0                   | 0                   | 2                     | 0                     | 0                     | 0                     | 2        | 0      | 0           | 0          |
| J. Marz        | 1                   | 0                   | 0                   | 0                   | 23                    | 2                     | 5                     | 0                     | 24       | 2      | 5           | 0          |
| A. Mayer       | 2                   | 0                   | 2                   | 0                   | 34                    | 3                     | 8                     | 0                     | 36       | 3      | 10          | 0          |
| I. Merle       | 0                   | 0                   | 0                   | 0                   | 22                    | 3                     | 4                     | 1                     | 22       | 3      | 4           | 1          |
| M. Meuser      | 0                   | 0                   | 0                   | 0                   | 1                     | 0                     | 0                     | 0                     | 1        | 0      | 0           | 0          |
| S. Müller      | 2                   | 1                   | 1                   | 0                   | 35                    | 3                     | 9                     | 0                     | 37       | 4      | 10          | 0          |
| C. Nulle       | 2                   | 0                   | 0                   | 0                   | 35                    | 0                     | 1                     | 0                     | 37       | 0      | 1           | 0          |
| R. Pinheiro    | 2                   | 0                   | 1                   | 0                   | 35                    | 9                     | 3                     | 0                     | 37       | 9      | 4           | 0          |
| M. Rahn        | 2                   | 0                   | 1                   | 0                   | 35                    | 1                     | 7                     | 0                     | 37       | 1      | 8           | 0          |
| V. Riske       | 1                   | 0                   | 0                   | 0                   | 20                    | 0                     | 3                     | 0                     | 21       | 0      | 3           | 0          |
| T. Schlöffel   | 0                   | 0                   | 0                   | 0                   | 2                     | 0                     | 0                     | 0                     | 2        | 0      | 0           | 0          |
| S. Schmeer     | 2                   | 0                   | 0                   | 0                   | 30                    | 7                     | 4                     | 0                     | 32       | 7      | 4           | 0          |
| J. Schumann    | 0                   | 0                   | 0                   | 0                   | 0                     | 0                     | 0                     | 0                     | 0        | 0      | 0           | 0          |
| D. Senghore    | 0                   | 0                   | 0                   | 0                   | 0                     | 0                     | 0                     | 0                     | 0        | 0      | 0           | 0          |
| B. Trümner     | 0                   | 0                   | 0                   | 0                   | 1                     | 0                     | 0                     | 0                     | 1        | 0      | 0           | 0          |
| J. Weingarten  | 0                   | 0                   | 0                   | 0                   | 2                     | 0                     | 0                     | 0                     | 2        | 0      | 0           | 0          |